# St-Étienne (Cambronne-lès-Clermont)

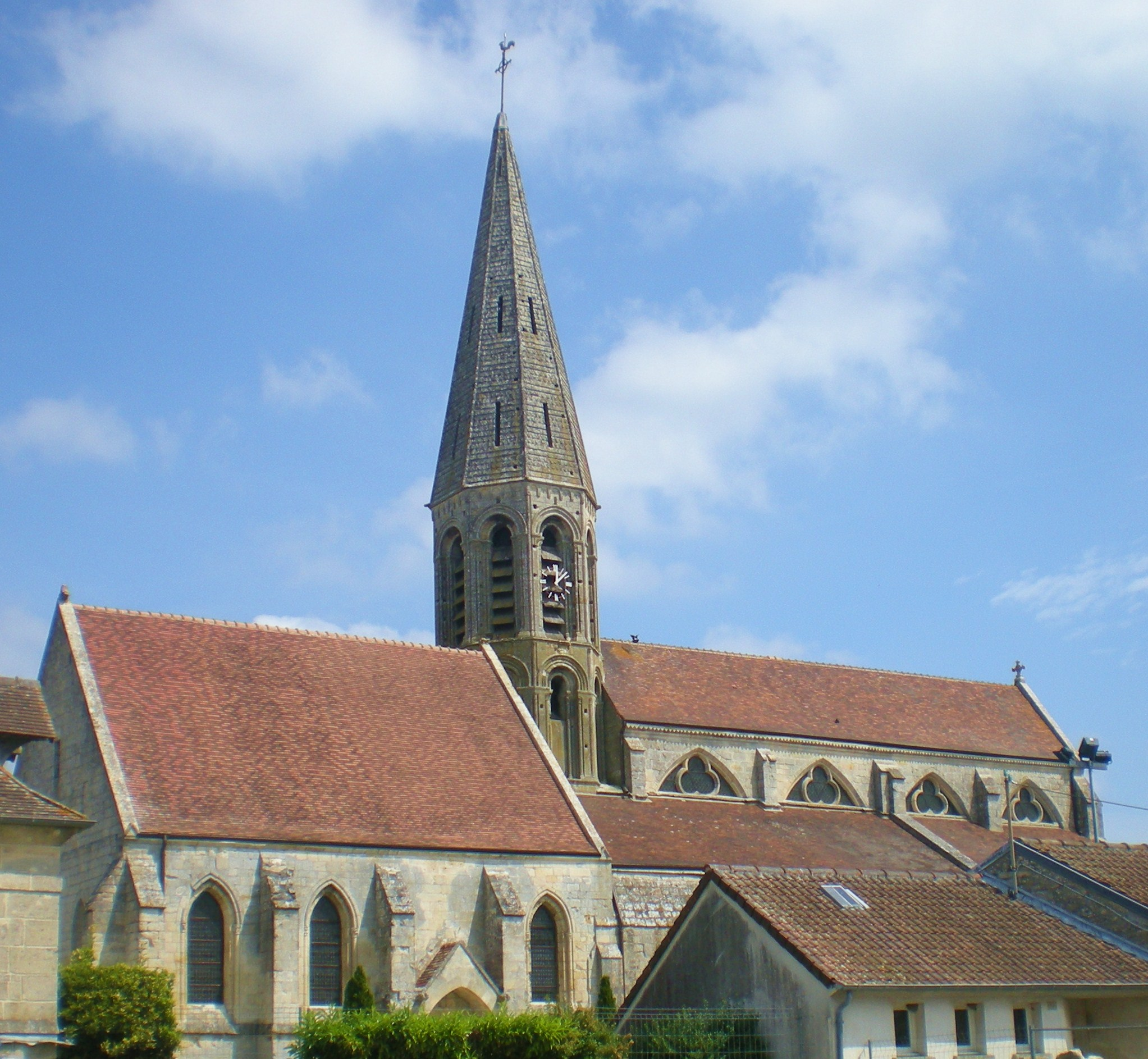
St-Étienne in Cambronne-lès-Clermont

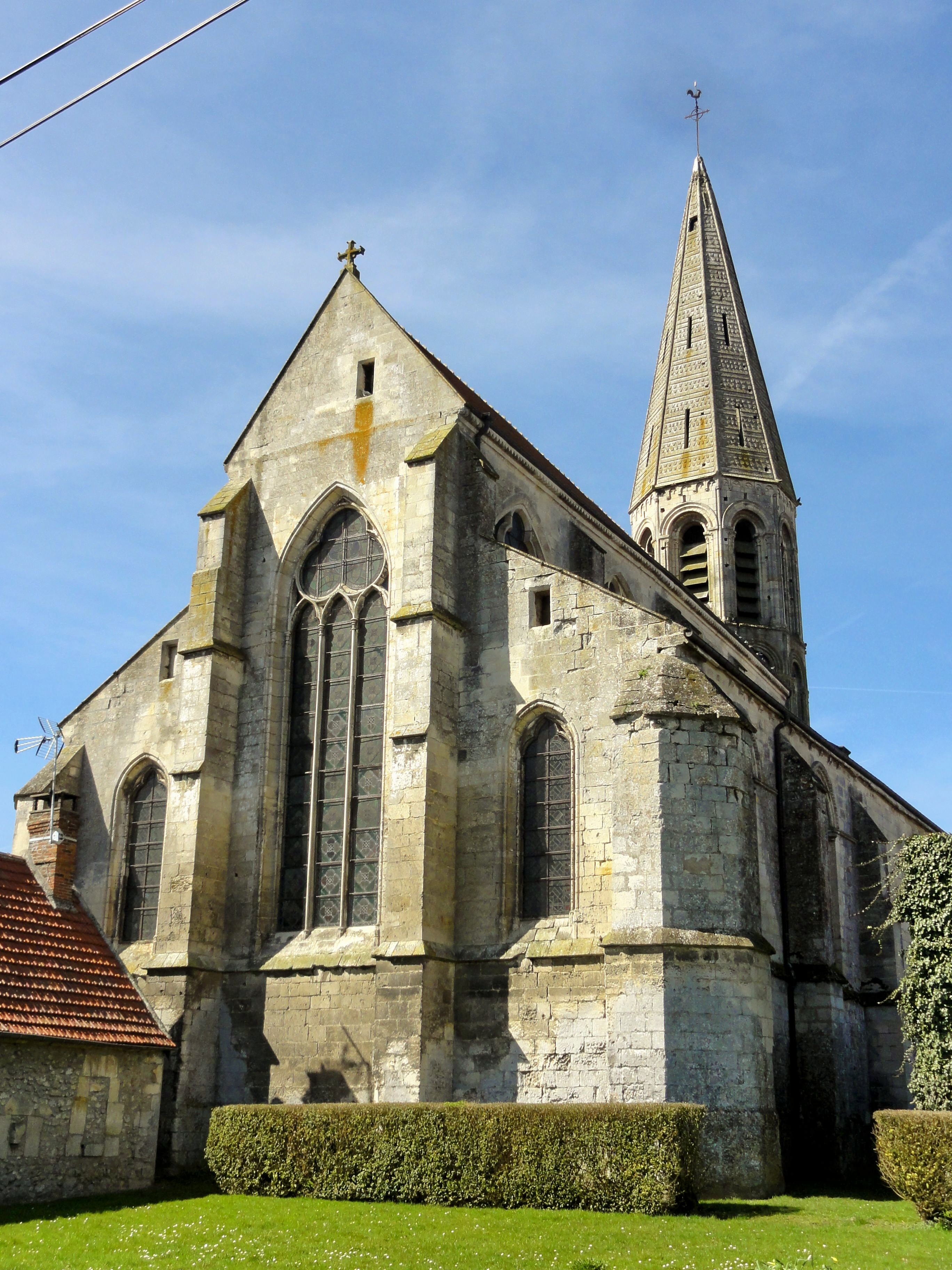
Chor

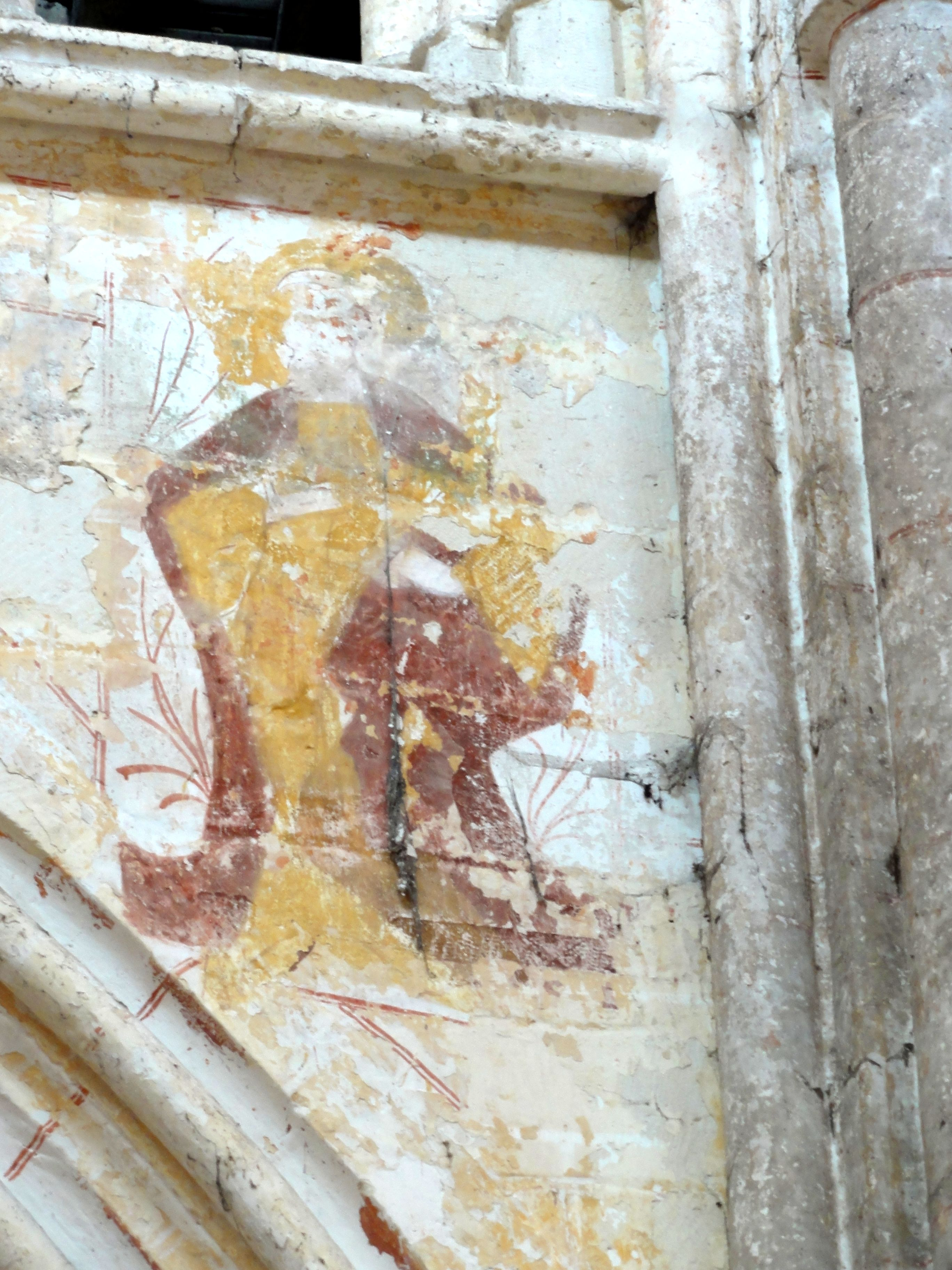
Fresko in der Kirche

Die Kirche St-Étienne ist eine romanische Pfarrkirche in der Gemeinde Cambronne-lès-Clermont im Département Oise der französischen Region Hauts-de-France, die vor 1145 errichtet wurde. Seit 1875 steht die Kirche unter Denkmalschutz (Monument historique).

## Geschichte
Die Kirche von Cambronne-lès-Clermont, die dem heiligen Stephanus geweiht ist, muss vor 1145 gebaut worden sein, denn in diesem Jahr wird sie in einer Urkunde erwähnt. Das südliche Seitenschiff und der Chor wurden nach ihrem Wiederaufbau 1239 geweiht.

## Architektur

### Außenbau
Der untere Teil der Westfassade stammt aus dem 12. Jahrhundert und der obere Teil wurde im 13. Jahrhundert erneuert. Die Fassade besitzt ein rundbogiges Portal mit einem Tympanon, das mit rautenförmigen Motiven gefüllt ist. Das darüber liegende Fenster ist mit einem Diamantfries geschmückt.
Lediglich die Nordseite stammt aus dem 12. Jahrhundert. Sie besitzt Rundbogenfenster und ein Kranzgesims. Die Obergadenfenster sind ebenfalls rundbogig.
Der Glockenturm über der Vierung besitzt zwei achteckige Geschosse, die von einer Steinspitze bekrönt werden.

### Innenraum
Das vierjochige Schiff wurde später eingewölbt und gleichzeitig wurden auch die Säulenvorlagen an den Pfeilern und Wänden hinzugefügt. Beim Wiederaufbau im 13. Jahrhundert wurden die Arkaden des südlichen Seitenschiffs überhöht. Die Säulen sind mit Kapitellen in Form von Laubwerk, Blättern oder Palmetten versehen. Die rundbogigen Obergadenfenster öffnen sich in der Achse der Arkaden.